# Galium brenanii
Galium brenanii är en måreväxtart som beskrevs av Friedrich Ehrendorfer och Bernard Verdcourt. Galium brenanii ingår i släktet måror, och familjen måreväxter. Inga underarter finns listade i Catalogue of Life.